# Raymond Braine
Raymond "Ray" Ernest Michel Braine (Amberes, 28 de abril de 1907 - 24 de diciembre de 1978) fue un delantero de fútbol belga. También fue el primer jugador profesional belga, cuando fue transferido al Sparta de Praga en 1930. Braine jugó 54 partidos con la selección de fútbol de Bélgica y marcó 26 goles, lo que lo convirtió en el quinto máximo goleador de Bélgica de todos los tiempos.

## Trayectoria
Su primer club fue Beerschot en Amberes. Braine hizo su debut en el Campeonato de Bélgica el 11 de febrero de 1923 contra el Daring Club de Bruxelles (perdió 3-0). Anotó 4 veces en 4 apariciones esa temporada y Beerschot terminó segundo. El hermano de Raymond (Pierre) también formaba parte del equipo. Al año siguiente, Braine obtuvo su primer trofeo al ganar un título de campeonato. Le siguieron tres títulos más en 1925, 1926 y 1928. También formó parte del equipo de Bélgica en los Juegos Olímpicos de Ámsterdam 1928.
En ese momento, el fútbol belga no era un club profesional. Sin embargo, algunos jugadores recibieron dinero (extraoficialmente) en función del rendimiento. Algunos otros jugadores complementaron sus ingresos abriendo cafés. En un momento dado, la Asociación Belga de Fútbol publicó un documento que decía: «Considerando que es importante detener la progresión de los propietarios de cafés de jugadores, el Comité Ejecutivo toma la decisión de que en este día, a excepción de un jugador cuyos padres dirigieron el café durante más de 5 años, la autorización para abrir un café estará subordinada a la condición de que el jugador no forme parte del primer equipo».
Braine, que acababa de abrir un café en diciembre de 1929, decidió irse a tocar al extranjero. Su primer intento fue en Inglaterra con el Leyton Orient de Londres, pero no pudo obtener un permiso de trabajo. Firmó un lucrativo contrato en 1930 con el Sparta de Praga y posteriormente se convirtió en el primer jugador profesional belga. Con el Sparta, ganó títulos de la Primera Liga checoslovaca en 1931-32 y 1935-36, así como la Copa Mitropa de 1935. Terminó como máximo goleador dos veces con el Sparta de Praga.
Antes de la Copa del Mundo de 1934, Braine había recibido una oferta de 100.000 coronas de la Federación Checoslovaca para convertirse en ciudadano de Checoslovaquia, lo que rechazó. Posteriormente, Checoslovaquia perdió el último partido ante Italia. Regresó a Beerschot en 1937 y volvió a ganar el campeonato dos veces. Esta vez, jugó en el Mundial de 1938.
En 1943, Braine fue transferido al RCS La Forestoise como defensa por una temporada, equipo que acababa de ascender el año anterior a la Primera División de Bélgica, debido a la Guerra.

## Clubes
| Club              | País           | Año         |
| ----------------- | -------------- | ----------- |
| K Beerschot VAC   | Bélgica        | 1922 - 1930 |
| Sparta Praga      | Checoslovaquia | 1930 - 1936 |
| K Beerschot VAC   | Bélgica        | 1936 - 1943 |
| RCS La Forestoise | Bélgica        | 1943 - 1944 |

## Palmarés

### Clubes

#### Beerschot VAC[3]
- Primera División de Bélgica: 1923-24, 1924-25, 1925-26, 1927-28, 1937-38 y 1938-39.

#### Sparta Praga
- Primera División de Checoslovaquia: 1931-32, 1935-36.[1]
- Copa Mitropa: 1935[4]

### Distinciones individuales
- Máximo goleador de la Primera División belga: 1927-28 (35 goles), 1928-29 (30 goles).[5]
- Máximo goleador de la Primera División de Checolovaquia: 1931-32 (16 goles), 1933-34 (18 goles).[6]
- Bota de oro belga del siglo XX (1995): séptimo lugar.[7]